# Киропедия

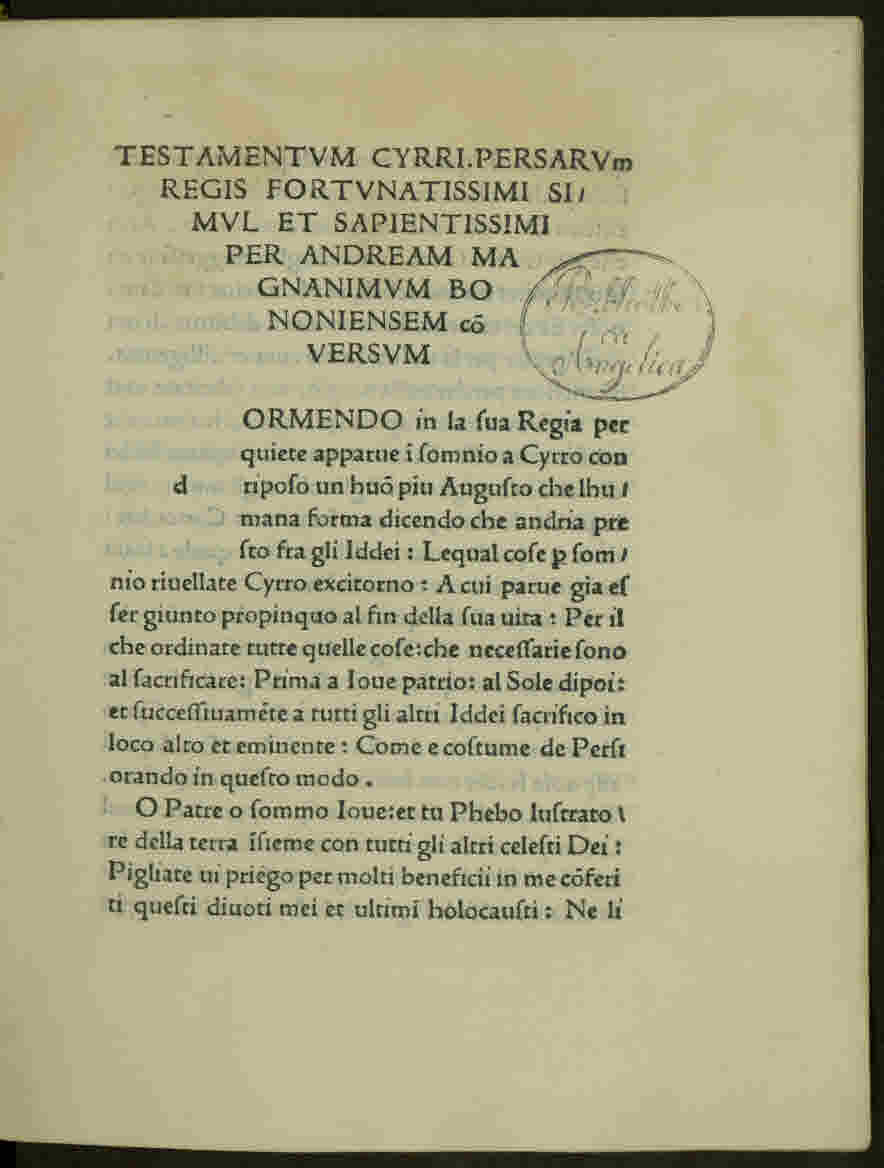
Cyropaedia

«Киропе́дия» (др.-греч. Κύρου παιδεία; «Воспитание Кира»; IV в. до н. э.) — произведение древнегреческого писателя и историка афинского происхождения, полководца и политического деятеля Ксенофонта; описание жизни и правления персидского царя Кира.
Особенностью сочинения является стремление Ксенофонта вывести образ идеального монарха, при этом автор вольно обращается с историческими фактами.

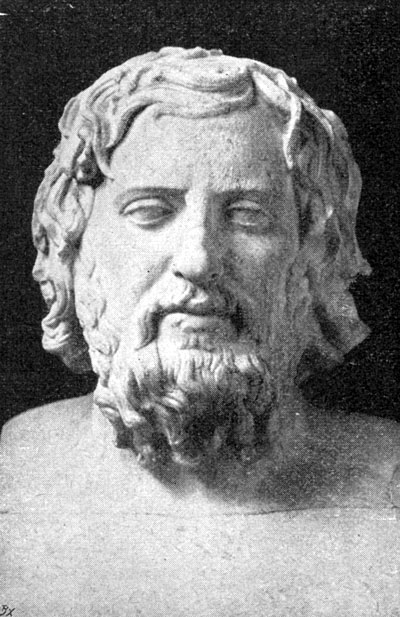
Ксенофонт, мраморный бюст, Музей декоративного искусства, Берлин

## Структура и содержание
Произведение состоит из 8 книг, в которых описывается жизнь и правление персидского царя Кира. Главное в Киропедии не история, а живой образ идеального монарха, подробная картина его образцовой жизни и созданного им идеального государства. Образ Кира у Ксенофонта — сочетание черт различных исторических персонажей, людей, близких Ксенофонту и почитаемых им. В образе Кира отчётливо проступают чисто спартанская доблесть и дисциплина, роднящие Кира с Агесилаем, мудрость в духе Сократа, умение повелевать в стиле восточного деспота, каким был — или мог стать — Кир Младший.

### Книга I
В первой книге описываются государственное устройство родины Кира — Персии, его детские и юношеские годы.
Родина Кира — Персия — в изображении Ксенофонта предстаёт как своеобразное патриархальное государство, наделённое чертами сходства с той идеальной ликурговой Спартой, которую он ещё раньше описал в трактате «Лакедемонское государство».
Во главе этого государства стоит царь, осуществляющий высшую военную власть и одновременно выступающий в роли верховного жреца, обладающего правом представлять свой народ в сношениях с богами (при совершении различных религиозных обрядов). Царь правит в согласии и под надзором авторитетных старейшин, которые образуют в государстве высший совет, наделённый правом избирать всех должностных лиц и вершить суд по всем вопросам частной и общественной жизни. Царская власть передаётся по наследству в рамках одного рода, однако правит царь — и это не раз подчёркивается в «Киропедии» — не как деспот, а строго в соответствии с законом. Разъясняя своему сыну различие в положении его деда, мидийского царя Астиага, и отца — персидского царя Камбиса, мать Кира Мандана замечает:

Дед твой царствует в Мидии и решает все дела, сообразуясь с собственной волей, у персов же считается справедливым, когда все имеют равные права. Твой отец первым выполняет свои обязанности перед государством, обладая установленными государством правами, мерой которых служит закон, а не его собственная воля.

Патриархальное персидское государство наделено у Ксенофонта характерной полисной структурой, сочетающей в себе черты родовой и гражданской организации. Всех персов, указывает Ксенофонт, насчитывается до 120 тысяч, и они подразделяются на 12 племён. С другой стороны, все персы, будучи лично свободными, делятся на полноправных граждан — гомотимов — и остальную неполноправную массу — простой народ. К привилегированной группе гомотимов могут принадлежать лишь те, кто прошёл правильную школу воспитания, осуществляемого под контролем государства.
Как и в Спарте, воспитание молодых граждан в Персии — дело государства. Это обусловлено, подчёркивает Ксенофонт, совершенно иной, чем у большинства других народов, ориентацией системы законов:

У других законы устанавливаются для того, чтобы карать за проступки и таким образом пресекать правонарушения, у персов же законы направлены на то, чтобы предотвратить самую возможность преступления; у других законы исполняют карательные функции, у персов же — прежде всего воспитательные. Вот почему, в то время как в других государствах воспитание детей предоставлено инициативе родителей, в Персии этим официально занимается государство.

Воспитание молодого поколения осуществляется здесь в рамках специальных возрастных групп мальчиков (до 16-17 лет), эфебов (следующие 10 лет) и взрослых мужей (последующие 25 лет). Переход в каждый следующий класс возможен только после успешного прохождения предыдущего: лишь те, кто прошёл полное обучение гражданской доблести в группах мальчиков и эфебов, могут стать полноправными мужами-гомотимами, и только те из последних, кто всегда безукоризненно выполнял свой гражданский долг, могут перейти со временем в высший класс старейшин.
Государственное воспитание формирует у граждан необходимые, с точки зрения общины, моральные и физические качества, уважение к имущественным и гражданским правам себе подобных, прививает дух корпоративной солидарности и необходимость безусловного повиновения старшим по возрасту и положению. Одновременно воспитанники получают  физическое подготовку, чтобы стать умелыми и закалёнными воинами. При этом практически полностью игнорируется интеллектуальное и этическое воспитание, равно как и обучения любому ремеслу.
В целом вся эта система разительно схожа с системой спартанского воспитания.
После описания государственного устройства Персии, действие переносится в Мидийское царство, где правит дед Кира по материнской линии Астиаг. Приехав вместе с матерью к деду, Кир в 12-летнем возрасте очаровывает всех своим остроумием, умом и выдержкой. Он обучается конной езде, не известной на его родине в Персии. Любимым занятием Кира становится охота.
Также он приобретает первый боевой опыт, разбив грабивший пограничные территории отряд ассирийцев.
Возвратившись домой и завершив своё образование, Кир узнаёт, что его дед Астиаг умер, оставив наследником Киаксара. После смерти Астиага, царь Ассирии, желая ослабить своего соседа, собрал войска и разослал послов в соседние государства, с целью объявить войну и уничтожить Мидийское царство. Киаксар запросил помощи у персов, которые предоставили ему отряд во главе с Киром.
Последние несколько глав первой книги представляют собой трактат о военном искусстве в виде напутствия отца, отправляющего сына на войну.

Предводитель должен отличаться от подчинённых не роскошным образом жизни, а трудолюбием и умением предвидеть события.

Люди с особой готовностью повинуются тому, кого считают разумнее себя в тех делах, где речь идёт о их собственной безопасности. Напротив, если человек сознаёт, что повиновение принесёт ему вред, его никакими наказаниями не заставишь подчиняться приказам и не прельстишь никакими дарами. Ведь никто добровольно не станет принимать подарки, которые принесут ему вред.

### Книга II
Прибыв в Мидию Кир узнаёт о том, что армия противника превосходит армию мидян и персов более чем в 4 раза. После этого он проводит военные реформы, касающиеся вооружения и организации войска. Также Кир сумел поднять боевой дух своего войска чётко обозначив, что большая часть военной добычи достанется самым храбрым и отличившимся в бою.

Нет ничего более несправедливого, чем требовать равенства при оценке заслуг храбрецов и трусов.

Очень часто порочные привлекают к себе гораздо больше людей, чем честные. Заманивая наслажденьем, предоставляемым немедленно, порок таким путём вербует себе множество единомышленников, тогда как добродетель, указывающая крутой путь к вершинам, не слишком привлекательна в настоящем, чтобы за ней следовали без долгих размышлений.

Когда каждый воин перед сражением проникнется сознанием того, что его долг — бороться за победу, не жалея сил, понимая, что если он сам не будет храбро сражаться, то и успех не будет достигнут, тогда всё войско в короткий срок одержит много блестящих побед. Напротив, когда каждый воин затаит в душе надежду, будто кто-то станет сражаться за победу и нести все тяготы войны, в то время как ему самому можно беды предаваться лени и безделию, — этому войску выпадут на долю все беды и несчастья побеждённых.

Также в этой и следующей книгах Кир показывает свой полководческий талант усмирив данника мидийского царства армянского царя.
Армянский царь видя тяжёлое положение мидян решил перестать платить дань и помогать им. Он понимал, что в случае если мидийское войско вторгнется на его земли, то он сможет долгое время прятаться в неприступных горах. Учитывая непосредственную угрозу со стороны Ассирии и невозможность разделять силы, война с ним выглядела невозможной.

### Книга III
Кир отправившись под видом охоты с небольшим отрядом конницы в пограничные территории приказал части своего отряда занять укреплённые горы, а с остальным войском быстро занял дворец и пленил армянского царя. Потребовав отвечать честно, Кир спросил у царя, как бы тот поступил на его месте. Признавши, что он бы предал изменника казни, царь был пощажён, после чего стал преданным союзником Кира.
Одновременно Кир разрешил конфликт между армянами и их соседями халдеями. Узнав, что одним не хватает рабочих рук и пастбищ для скота, а другим полей для выращивания пшеницы, Кир заключает взаимовыгодный для обеих сторон мир.
После этого Кир отправляется на границу, где благодаря проведённым ранее военным реформам одерживает победу над армией ассирийцев вторгнувшихся в пределы Мидии.
В этой книге, Ксенофонт вкладывает в уста Кира свои мысли относительно важности внезапности на войне и недопустимости появления страха:

Люди, опасающиеся всегда ведут себя малодушно.

Страх поражает души сильнее, чем все прочие беды.

Всё предпринятое внезапно, действует на врага устрашающе.

### Книга IV
В начале книги между Киром и Киаксаром возникает спор. Киаксар считает, что победив вражеское войско на своей территории война закончена. Кир же полагает, что если не вторгнуться сейчас на землю противника, то тот соберётся с силами и никто из них не сможет в дальнейшем чувствовать себя в безопасности. В конечном итоге Киаксар разрешает взять Киру с собой воинов, которые добровольно согласятся пойти с ним.
Взяв с собой часть войска Киаксара Кир побеждает ассирийцев в очередном бою, захватывая весьма ценный обоз.
В этой книге подчёркивается мягкость обращения Кира с пленными. Полученную в качестве военной добычи красавицу, Кир отказывается смотреть, «чтобы увиденная красота не заставила его забыть про военные заботы».
После этой победы к Киру прибывает ассириец Гобрий, жаждущий отомстить ассирийскому царю за убийство своего сына. Кир принимает Гобрия и тот становится одним из его вернейших союзников и друзей.
В этой книге Ксенофонт вкладывает в уста Кира мысли о недопустимости грабежа и мародёрства среди солдат:

Воин, занявшийся грабежом, перестаёт быть воином и превращается в носильщика

### Книга V
В начале книги Кир поручает охрану захваченной красавицы, которая досталась ему в качестве военной добычи, своему близкому другу Араспу.
Затем вместе со своим войском он предпринимает поход к стенам вражеской столицы Вавилона. Гобрий указывает Киру, что Вавилон взять штурмом невозможно, так как во-первых его охраняют неприступные стены, а во-вторых войско Кира значительно уступает в численности вражескому. Кир соглашается с Гобрием относительно невозможности штурма, однако указывает, что появление его войска под стенами вражеской столицы носит устрашающий, а не тактический характер:

Людская масса, когда она исполнена уверенности, вызывает неукротимое мужество, но если люди трусят, то чем больше их, тем более ужасному и паническому страху они поддаются.

Затем, Гобрий рассказывает Киру, о Гадате — предводителе гирканцев, одному из данников Ассирии, который был оскорблён вражеским царём и думает о мести. Кир решает воспользоваться помощью обиженного вражеского полководца. При этом он применяет военную хитрость, благодаря которой без кровопролития захватывает несколько вражеских крепостей. План состоял в следующем. Кир со своим войском появляется около владений Гадата, который инсценируя покорность ассирийскому царю нападает и теснит войска Кира. При этом он занимает ряд неприступных крепостей, которые затем без боя отдаёт Киру.

На войне нет лучше способа принести пользу друзьям, чем прикидываясь их врагом, а врагам — причинить больше вреда, чем выдавая себя за их друга.

Также в этой книге подмечает один из необходимых талантов полководца. Следует отметить, что его использовали такие великие полководцев, как Наполеон и Юлий Цезарь

Когда ему хотелось кого-либо отличить, ему казалось наиболее правильным обращаться к такому человеку по имени. По его мнению, уверенность воинов в том, что они известны своему полководцу, заставляет их чаще искать случая отличиться у него на глазах и побуждает с большим рвением избегать позорных поступков. Он считал также совершенно нелепым, если полководец, желая дать какое-то распоряжение, будет приказывать так, как это делает у себя дома некоторые из господ: «Пусть кто-нибудь сходит за водой» или «Пусть кто-нибудь нарубит дров». По его убеждению, при таких приказаниях все смотрят друг на друга, но никто не берётся выполнять распоряжение, все виновны, но никто не стыдится и не боится из-за того, что каждый одинаково виновен вместе со многими. Вот по этим-то причинам он и называл по имени всех, кому отдавал какое-либо приказание.

В конце 5-й книги Кир со своим войском возвращается в Мидию, где встречается с Киаксаром. Киаксар преисполнен зависти к Киру, как намного более популярному, успешному и талантливому военачальнику. После разговора Кира с Киаксаром, последний признаёт правоту действий и превосходство Кира.

### Книга VI
В этой книге повествуется о том, как союзник Ассирии царь Крёз собрал большое войско для войны с Киром. Описываются военные приготовления к предстоящему походу.
Также в этой книге ещё раз подчёркивается великодушие Кира. Влюбившийся в захваченную войском Кира красавице Панфею Арасп пытается её соблазнить. Узнавши об этом, Кир не разгневался, а отослал Араспа в качестве перебежчика в лагерь Крёза, а Панфею отдал её мужу Абрадату, который, оценив благородство Кира, со своими людьми становится на его сторону.

### Книга VII
Вначале Кир разбивает войско Крёза и захватывает столицу Лидии Сарды. Захватив один из самых богатых городов Азии Кир налагает на него большую дань, но не отдаёт на разграбление, так как считает, что

Я знаю, как много трудов и опасностей перенесли мои воины, и как исполнены они сознания того, что овладели самым богатым, после Вавилона, городом в Азии. Я нахожу поэтому справедливым, чтобы они были вознаграждены. К тому же я понимаю, что если они не получат какой-нибудь награды за свои труды, то я не смогу их долго держать в повиновении. Однако я не хочу отдать им ваш город на разграбление, ибо я считаю, что это будет означать для города верную гибель, а, кроме того, я хорошо знаю, что при грабеже выгода всегда достаётся негодяям

Во время битвы с Крёзом погибает муж Панфеи Абрадат. На могиле последнего Панфея кончает жизнь самоубийством.
После победы над Крёзом войско Кира направляется к Вавилону. Вавилон представлял собой хорошо укреплённый и неприступный город, с трёх сторон окружённый стеной, а с четвёртой быстрой и глубокой рекой. При этом в нём хранилось такое количество еды, которое бы позволило выдержать осаду в течение 20 лет.
Кир приказывает строить ров, в который во время одного из главных вавилонских праздников, «когда все были пьяны» отводит реку и захватывает город. Во время штурма от рук воинов Гадата и Гобрия погибает ассирийский царь.
Во время всеобщего ликования по поводу успешного окончания войны Кир отмечает, что время которое последует будет намного труднее:

Великое дело — завладеть властью, но ещё более трудное — однажды захватив, сохранить её за собой. Ведь это нередко удаётся тому, кто проявил всего лишь дерзость, но удержать завоёванное уже никак не возможно без благоразумия, без воздержания, без великого радения.

### Книга VIII
Завершающая часть Киропедии посвящена описанию мудрого правления Кира в мирное время.
Женившись на дочери Киаксара Кир получает в приданое Мидийское царство. Вскользь упоминается о завоевании Египта.
Далее описывается всеобщее благополучие в громадной стране, которая оказалась под его управлением.
В последней, 8-й, главе рассказывается о том, как бездарно правили преемники Кира, которые привели к разложению и упадку персидского царства.

## Вольное обращение с историей
Ксенофонт вольно распоряжался историческим материалом. Например, у Ксенофонта Кир мирным путём овладевает Мидийским царством, тогда как на самом деле это было результатом упорной вооружённой борьбы. Кир получает Мидию в качестве приданого за дочерью Киаксара, в то время как в действительности он завоевал это царство у Астиага, который был сыном Киаксара. Главный противник мидян и персов упорно именуется в романе Ассирией или — что здесь одно и то же — Сирией, между тем как на самом деле речь должна была идти о Нововавилонском царстве. Упоминается о завоевании Киром Египта, тогда как в действительности эта страна была покорена уже сыном Кира Камбисом. Наконец, Ксенофонт даёт возможность своему герою умереть от старости на своём ложе, в окружении друзей, между тем как исторический Кир погиб в битве с врагами.

## Наследие и влияние
В классической античности Киропедия считалась шедевром очень уважаемого и изученного автора. Полибий, Цицерон, Тацит, Дионисий Галикарнасский, Квинтилиан, Авл Геллий и Лонгин «причисляли его к числу лучших философов и историков». Классические авторы полагали, что Ксенофонт написал его в ответ на Государство Платона или наоборот, а Законы Платона, вероятно, ссылаются на Киропедию. Такие античные полководцы, как Сципион Эмилиан, Александр Великий и Юлий Цезарь, по рассказам, всегда носили при себе экземпляр Киропедии.
Киропедия была заново открыта в Западной Европе в период позднего средневековья как практический трактат о политической добродетели и социальной организации. Она оказала серьёзное влияние на жанр позднего средневековья и Возрождения, известный как «зеркала князей», в произведениях этого жанра авторы пытались дать пример поведения, чтобы обучить молодых будущих правителей. Джованни Понтано, Бартоломео Сакки, Леон Баттиста Альберти и Бальдассаре Кастильоне относились к Киру как к образцу добродетели.
Произведение было по-прежнему широко читаемым и уважаемым в период раннего Нового времени и в эпоху Просвещения . «Государь» Макиавелли, который стал поворотным моментом в современном политическом мышлении, использует зеркальный жанр в качестве модели, находится под особенно сильным влиянием Киропедии и представляет собой более сложное прочтение Ксенофонта, очевидно более критическое по отношению к идеалистическому подходу Ксенофонта, чтобы дать другие более важные сведения об использовании Киром обмана и опасности таких людей для республик. Кристофер Надон описывает Макиавелли как «самого известного и самого преданного читателя Ксенофонта». Согласно Лео Штраусу, Макиавелли относится к Ксенофонту больше, чем к более известным авторам - Платону, Аристотелю и Цицерону вместе взятым.  Гилберт писал: «Кир Ксенофонта был героем для многих литераторов шестнадцатого века, но для Макиавелли он жил».
В эпоху Просвещения, такие видные мыслители, как Монтень, Монтескьё, Руссо, Бэкон, Джонатан Свифт, Болингброк, Шефтсбери, Эдвард Гиббон и Бенджамин Франклин «соглашались с классическим взглядом» на заслуги Ксенофонта как философа и историка. Джон Мильтон называл его произведения божественными и равными произведениям Платона. Эдмунд Спенсер в своем предисловии к «Королеве фей» писал, что «Ксенофонт [предпочтительнее] Платона, потому что один, в изысканной глубине своего суждения, сформировал Коммуну, такой, какой она должна быть; но другой в личности Кира и персов сформировали такое правительство, которое было бы предпочтительнее: намного полезнее и приятнее учение на примере, чем по правилам». Среди военачальников эта работа оказала влияние на Густава Адольфа и Джеймса Вулфа . Английский философ сэр Томас Браун назвал свой трактат «Сад Кира» (1658 г.) во время протектората Кромвеля, описывая Кира как великолепного и усердного плантатора и идеального правителя.
Произведение также часто использовалось как образец правильного стиля прозы на классическом аттическом греческом языке, владение которым было частью культивирования образованности и утонченности среди джентльменов в Европе и Америке восемнадцатого века. Например, Томас Джефферсон имел в своей библиотеке два личных экземпляра книги, возможно, по этой причине. В наше время он во многом утратил популярность вместе с изучением классики; книга была описана как «определенно одна из самых утомительных книг, уцелевших от древнего мира»  против чего возражали другие, такие как Поттер, который нашёл её «написанной в самом увлекательном, простом и элегантном стиле, который только можно вообразить . " 

## В России
В переводе на русский язык «Киропедия» впервые была издана в 1759 году в Санкт-Петербурге под названием «Ксенофонта философа и полководца славного история о старшем Кире, основателе персидской монархии, с латинского на российский язык переведена при Императорской Академии Наук». Книга была отпечатана большим по тем временам тиражом в 1325 экземпляров. В 1788 году этот перевод был переиздан. Имя переводчика в издании не указывалось и до сих пор неизвестно. Советские исследователи отмечали большую точность этого перевода, отличный для того времени слог, стремление переводчика передать ритмику ксенофонтовской фразы, несмотря на то, что переводился роман не с греческого оригинала.
Борухович объясняет проявленный в России XVIII века интерес к «Киропедии»  тем, что «просвещённый Абсолютизм искал своих предшественников среди прославленных героев древности, и основателя древней персидской империи легко можно было выдать за просвещённого монарха, пекущегося о благе государства и управляемого им народа».
В конце XIX века в России появился перевод Григория Янчевецкого, впервые изданный в 1878 году в третьей части (из пяти) переведённых им сочинений Ксенофонта. Повторно этот перевод был переиздан в 1882 году. Несмотря на недостатки перевода Янчевецкого, за неимением других долгое время его перевод оставался наиболее распространённым и вплоть до 1960-х включался в различные сборники, хрестоматии и прочие пособия по античной литературе и истории.
В 1976 году в академической серии «Литературные памятники» издательства «Наука» было осуществлено научное издание «Киропедии». Для издания перевод был заново выполнен учёными филологами и историками-антиковедами Владимиром Боруховичем и Эдуардом Фроловым.

## Публикации текста
- Ксенофонт. Киропедия / Перевод В. Г. Боруховича, Э. Д. Фролова ; издание подготовили В. Г. Борухович, Э. Д. Фролов ; ответственный редактор С. Л. Утченко. — М. : Наука, 1976. — 335 с. — (Литературные памятники / Академия наук СССР ; председатель редколлегии Д. С. Лихачёв). — 50 000 экз.